# Siedlisko (Nowa Sól)
Pour les articles homonymes, voir Siedlisko.
Siedlisko (prononciation : [ɕeˈdliskɔ]; en allemand : Carolath) est un village polonais dans le powiat de Nowa Sól de la voïvodie de Lubusz, situé dans l'ouest de la Pologne. C'est le chef-lieu de la gmina de Siedlisko.

## Géographie
Siedlisko se situe dans la région historique de Basse-Silésie sur la rive droite du fleuve Oder. Le village se trouve à environ 8 kilomètres au sud-est de Nowa Sól, le siège du powiat, et 29 kilomètres au sud-est de Zielona Góra, le siège de la diétine régionale.

## Histoire

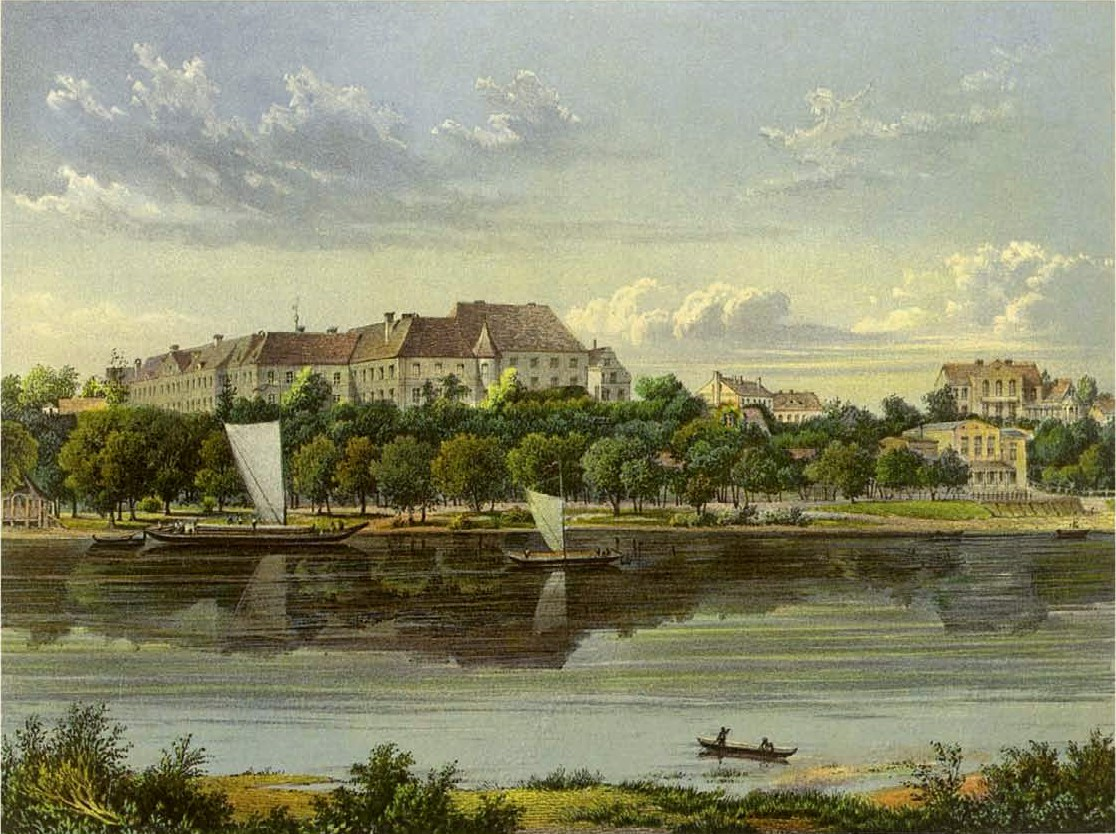
Le château de Carolath, Alexander Duncker (1813-1897).

Le lieu est cité pour la première fois en 1298, lorsque le duc silésien Henri III de Głogów, issu de la dynastie Piast, a acquis les domaines de la châtellenie à Bytom Odrzański. Sous le règne de ses fils Henri IV, Conrad et Jean, le duché de Głogów devient un fief de la couronne de Bohême ; le roi Jean de Luxembourg lui-même en prit définitivement possession en 1331. Au cours de la colonisation germanique en Silésie, l'appellation du village en allemand, Karlatt, est documenté dans un acte du roi Venceslas en 1381.
Détenu par les seigneurs de Rechenberg jusqu'en 1561, le manoir dépendit alors du baron Fabian von Schoenaich (1508–1591), chef militaire dans les services de la monarchie de Habsbourg, qui a aussi acheté la seigneurie voisine de Bytom (Beuthen). Le vaste patrimoine de la famille Schoenaich-Carolath fut attesté par l'empereur Rodolphe II en 1595. Georg von Schoenaich (1557–1619) fit bâtir le château de Carolath, un monument historique en style Renaissance situé sur la rive abrupte de l'Oder, entre 1597 et 1618. Sous le règne de ses descendants, la résidence deviendra le centre d'une seigneurie autonome confirmée par l'empereur Léopold Ier en 1698. Deux ans après les Schoenaich-Carolath ont reçu le titre héréditaire de comtes du Saint-Empire.
Au cours des guerres de Silésie, en 1742, le village et le château sont annexés par le royaume de Prusse. Hans Carl de Carolath-Beuthen (1688–1763), seigneur protestant, a été l'un des premiers nobles en Silésie à rendre hommage au roi Frédéric II ; en échange, il fut élevé au rang de prince prussien. La dynastie dispose d'un siège à la Chambre des seigneurs de Prusse à partir de 1854. En 1912, une mausolée fut construite sur le territoire du château selon les plans de l'architecte Hans Poelzig.

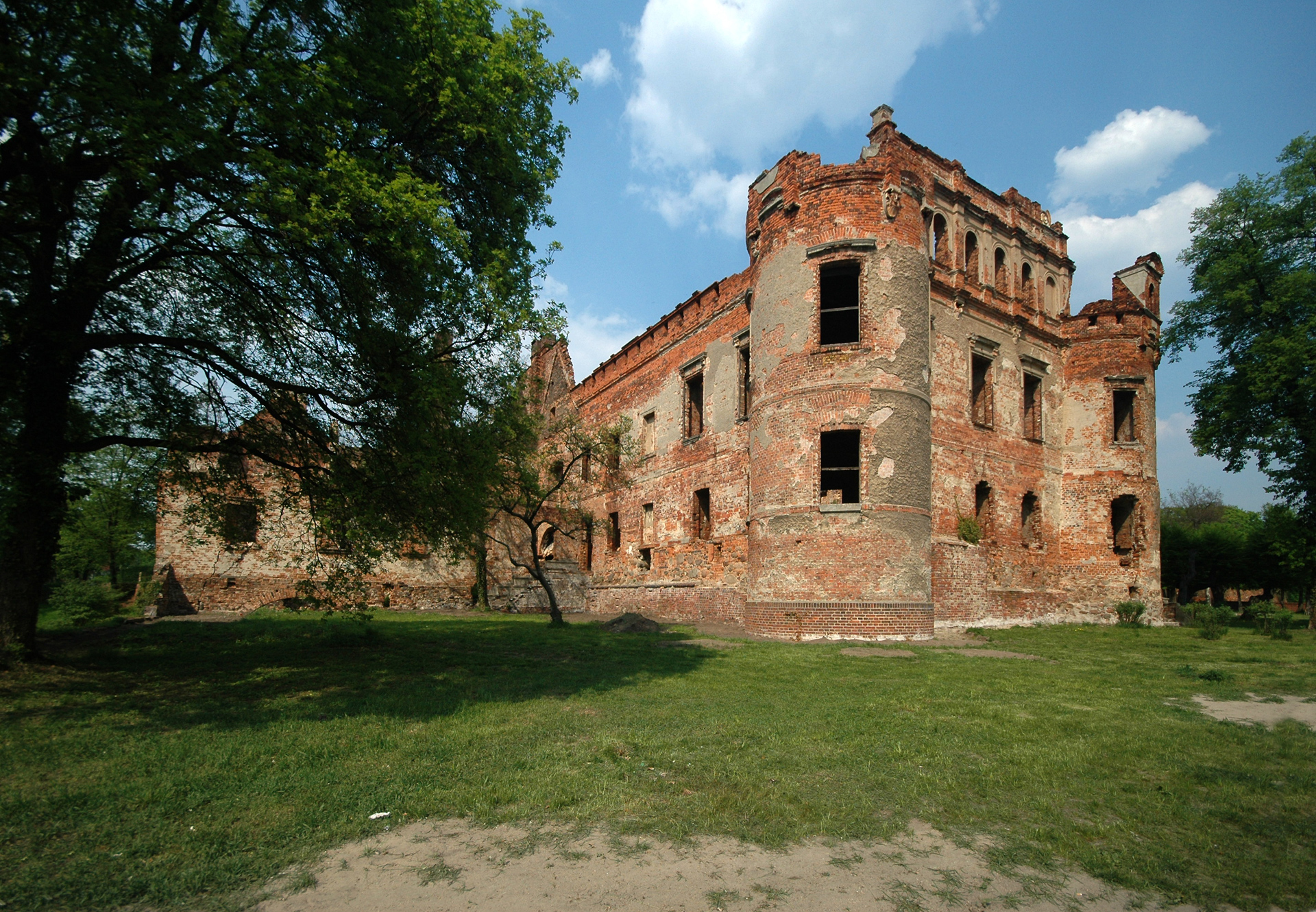
Les ruines du château.

De 1816 à 1932, Beuthen-sur-l'Oder fait partie de l'arrondissement de Freystadt-en-Basse-Silésie dans le district de Liegnitz au sein de la province de Silésie.
Vers la fin de la Seconde Guerre mondiale, Carolath fut conquis par les forces de l'Armée rouge. Le château fut détruit et incendié ; la chapelle et la porterie ont été conservés. Selon les déclarations de la conférence de Potsdam définissant la ligne Oder-Neisse, le village retourne à la république de Pologne (voir Évolution territoriale de la Pologne). La population d'origine allemande est expulsée et remplacée par des polonais.
Sous l'administration polonaise, le village appartenait à la voïvodie de Zielona Góra de 1975 à 1998. Depuis 1999, il appartient administrativement à la voïvodie de Lubusz

## Personnalités liées au village
- Ignace Aurélien Fessler (1756-1839), ecclésiastique hongrois, séjournant à Carolath comme éducateur de 1790 à 1791 ;
- Georg August Pritzel (1815–1874), botaniste.